# Melisende-Psalter

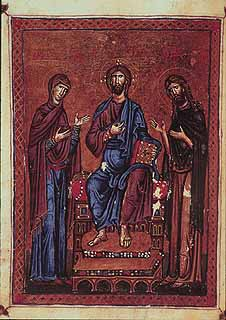
Bildseite aus dem Melisende-Psalter (Folio 12v)

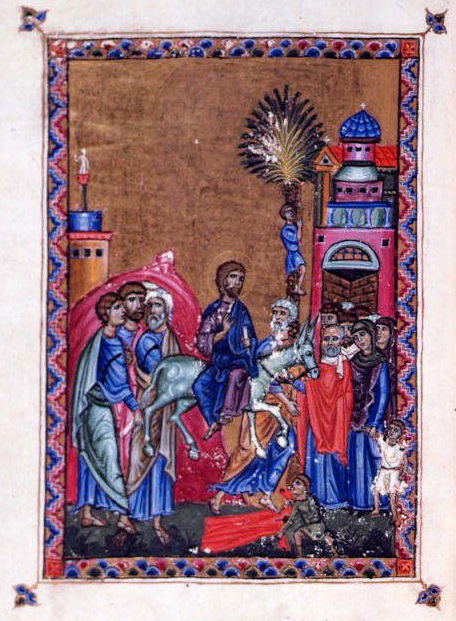
Bildseite aus dem Melisende-Psalter (Folio 5v)

Der Melisende-Psalter (auch: Melisande-Psalter, British Library, MS Egerton 1139) ist ein illuminierter Psalter, der in den Jahren um 1140 wahrscheinlich im Auftrag von Fulko V. von Anjou für seine Frau Melisende, die Königin von Jerusalem, angefertigt wurde.
Sieben Schreiber und Illuminatoren, die im von Kreuzfahrern erbauten Skriptorium in der Grabeskirche in Jerusalem arbeiteten, waren an der Erstellung des Psalters beteiligt. Mit einer Größe von 21,6 cm mal 14 cm handelt es sich um einen Psalter für persönlichen Gebrauch, nicht um einen liturgischen Psalter. Er besteht aus insgesamt 211 Pergamentblättern.
Der Psalter ist das bedeutendste Exemplar der Kunst aus den Kreuzfahrerstaaten und vereint die Kunststile des römisch-katholischen Europas, des orthodoxen Byzanz und des islamischen Orients.
Heute befindet sich das Manuskript in der British Library in London und der Einband getrennt davon im British Museum. Es wurde 1845 vom British Museum von der Großen Kartause, der Mutterabtei des Kartäuserordens, erworben.

## Der Melisende-Psalter
Der Melisende-Psalter ist in vier Sektionen gegliedert:
1. Abbildungen aus dem neuen Testament
2. ein Kalender
3. Psalmentexte
4. Heiligengebete

### Neues Testament
Die ersten 12 Folios enthalten 24 Illuminationen von Szenen aus dem Neuen Testament. Diese befinden sich, wie in westeuropäischen Psaltern üblich, am Anfang, jedoch stellen sie Szenen dar, die in der östlichen, orthodoxen Liturgie häufiger dargestellt wurden. Angefertigt wurden sie von einem Mönch namens Basileus, der die letzte dieser 24 Illuminationen signierte.

### Der Kalender
Die Folios 13 bis 21 enthalten einen Kalender, der eine starke Ähnlichkeit zu Kalendern aus England aus der gleichen Periode hat. Möglicherweise ist er aus dem Winchester-Psalter kopiert. Hauptsächlich sind in dem Kalender die englischen Heiligentage vermerkt. Lediglich drei Daten, die sich auf die Kreuzfahrerstaaten beziehen, sind erwähnt – die Einnahme Jerusalems am 15. Juli, der Tod Balduins II. am 21. August sowie der Tod seiner Gattin Morphia am 1. Oktober. Auf jeder Monatsseite befindet sich die Darstellung eines Tierkreiszeichens im romanischen Stil, jedoch mit islamischen Einflüssen. In dieser Sektion war der zweite Illuminator tätig.

### Der Psalter
Die Folios 22 bis 196 enthalten den eigentlichen Text des Psalters, der aus den Psalmversen aus der Vulgata besteht und in einer nordfranzösischen Schrift geschrieben ist. Die Initialen eines jeden Psalms sind in Gold auf einem Purpur-Hintergrund ausgeführt und nehmen jeweils die Rückseite (Verso) einer Seite ein. Stilistisch zeigen sie Einflüsse der italienischen und islamischen Buchmalerei und sind einem dritten Illuminator zuzuschreiben.

### Heiligengebete
Auf den Folios 197 bis 211 befinden sich Gebete an neun Heilige, begleitet jeweils von einer Darstellung des jeweiligen Heiligen. Der Text ist von jenem Schreiber geschrieben worden, der auch den Psaltertext bearbeitet hatte. Die Illuminationen stammen von einem vierten Illuminator, der in einem romanisch-byzantinischen Stil gemalt hat. Diese Sektion enthält einige Freiräume, die darauf hindeuten, dass sie nicht vollendet wurde.

### Der Einband
Der Einband besteht aus Elfenbein-Schnitzereien, die mit Türkisen und anderen Edelsteinen verziert sind. Sie zeigen Szenen aus dem Leben von König David und aus der Psychomachia des Prudentius auf der Vorderseite und einen weiteren König, bei dem es sich wahrscheinlich um Fulko selbst handelt, auf der Rückseite. Die Inschrift „Herodius“ auf der Rückseite könnte der Name des Künstlers sein. Der Buchrücken wurde mit byzantinischer Seide und Silberfäden verziert, sowie mit roten, blauen und grünen griechischen Kreuzen bestickt.